# I Love U (Mr. Children)
I Love U è l'undicesimo album del gruppo musicale giapponese Mr. Children pubblicato il 25 settembre 2005. L'album è arrivato alla prima posizione della classifica Oricon ed ha venduto 1 411 799 copie.

## Tracce
1. Worlds end - 5:33
2. Monster - 3:59
3. Mirai (未来 Future) - 5:22
4. Bokura no Oto (僕らの音 Our Sound) - 5:03
5. and I Love You - 5:06
6. Kutsuhimo (靴ひも Shoelace) - 4:26
7. Candy - 4:45
8. Running High (ランニングハイ) - 5:23
9. Sign - 5:23
10. Door - 2:27
11. Tobe (跳べ Jump In) - 6:41
12. Hedatari (隔たり Distance) - 3:53
13. Sensui (潜水 Diving) - 6:04